# Commenthurhof
Koordinaten: 48° 53′ 45″ N, 9° 30′ 5″ O
Der Commenthurhof war eine Einzelsiedlung und Komturei des Deutschen Ordens nordwestlich von Rudersberg im baden-württembergischen Rems-Murr-Kreis. Über die Wüstung ist heute nicht mehr viel bekannt.

## Lage
Commenthurhof ist heute nur noch ein Flurname östlich des Königsbronnhofs, jenseits der Landstraße L1120 im Bereich der heutigen Motocross-Strecke Rudersberg. Etwa 250 Meter nördlich davon lag Rodmannsweiler. An der Landstraße von Rudersberg nach Allmersbach im Tal befindet sich das Naturdenkmal „Friedenseiche“. Die Stieleiche wurde gegen Ende des Dreißigjährigen Krieges um 1648 gepflanzt und befindet sich etwa mittig zwischen dem ehemaligen Commenthurhof und noch existierenden Königsbronnhof. Der durch Königsbronnhof führende Stromberg-Schwäbischer-Wald-Weg (Hauptwanderweg HW 10) verläuft rund 500 Meter südlich vom Commenthurhof.

## Geschichte
Der Commenthurhof war stets eng mit Rodmannsweiler verbunden. Der Weiler wurde im Dreißigjährigen Krieg zerstört und aufgegeben. Wahrscheinlich teilte der Commenthurhof dieses Schicksal. Heute geht man davon aus, dass der Hof zu Rodmannsweiler gehörte. Ein Gründungsdatum zum Commenthurhof ist nicht bekannt. Berthold III. von Neuffen und seine Frau Richenza beschenkten am 1. Mai 1288 den Deutschen Orden um eine Kommende zu gründen. 1665 erwarb Herzog Eberhard III. von Württemberg die Kommende vom Deutschordensmeister Johann Caspar von Ampringen für 48.000 Gulden. Seinen Namen verdankte der Hof der Tatsache, dass er zur Deutschordenskomturei Winnental gehörte. Im Jahre 1439 war Rodmannsweiler noch bewohnt und wurde in einer Urkunde erwähnt. In diesem Jahr verpfändeten die Grafen Ludwig und Ulrich von Württemberg einige Ortschaften an die Brüder Werner und Peter Nothaft von Hohenberg, darunter auch Rodmannsweiler. Wie und wann der Ort im Dreißigjährigen Krieg zerstört wurde, ist unbekannt. Unter den Ortsansichten aus Andreas Kiesers Forstlagerkarte von 1686 ist der Commenthurhof nicht mehr enthalten. Die Grundstücke von Rodmannsweiler und dem Commenthurhof wurden 1794 an Bürger aus Rudersberg vergeben. Von dem Hof sind keine bekannten Überreste erhalten.